# Bakaka (peuple)
Pour les articles homonymes, voir Bakaka.
Les Bakaka sont une population vivant au sud du Cameroun, dans la région du Littoral, dans le département du Moungo, autour de la commune d'Ebone. Ils font partie des peuples Sawa.

## Langue
Ils parlent le Mkaa', une langue bantoue.